# Acyltransférase

Groupe acyle

Les acyltransférases sont des enzymes de la classe des transférases (EC 2) qui agissent sur le transfert d'un groupe acyle. Ces enzymes sont regroupées dans la sous-classe EC 2.3.
On peut notamment citer:
- la glycéronephosphate O-acyltransférase
- la lécithine-cholestérol acyltransférase